# Toute la vérité (film, 2016)
Pour les articles homonymes, voir Toute la vérité et The Whole Truth.
Ne doit pas être confondu avec The Whole Truth (film, 1913) ou The Whole Truth (film, 2009).
Pour plus de détails, voir Fiche technique et Distribution.
Toute la vérité (The Whole Truth) est un film américain de Courtney Hunt sorti en 2016 aux États-Unis, interprété par Keanu Reeves et Renée Zellweger.

## Synopsis
L'avocat de la défense Richard Ramsay travaille sur l'affaire du meurtre présumé par Mike Lassiter de son riche avocat, le père Boone, un ami professionnel. Ramsay ressent la pression de sauver Mike, mais le silence complet de Mike rend la tâche difficile. Ramsay emploie la talentueuse avocate Janelle Brady, fille d'un autre ami professionnel, comme associée après avoir quitté une carrière en droit des sociétés.
Le premier témoin, une hôtesse de l'air pour un vol charter, déclare avoir été témoin de tensions entre père et fils lors d'un voyage de retour depuis Stanford. Dans un flash-back, Mike veut aller au Reed College, mais Boone l'oblige à fréquenter l'Université de Stanford. Le policier qui a répondu le premier à l'appel témoigne que sur les lieux du crime, Mike a marmonné « J'aurais dû le faire il y a longtemps », et elle et le détective en chef affirment que ses empreintes digitales ont été retrouvées sur l'arme du crime.
Les voisins des Lassiters témoignent que Mike était très proche de Boone mais s'est progressivement éloigné au fil du temps et rapportent également l'attitude arrogante de Boone envers sa famille et ses voisins. Des flashbacks montrent les diverses affaires de Boone et son comportement autoritaire et rabaissant envers sa femme, Loretta, à la fois en public et en privé. Loretta témoigne qu'elle a subi des abus émotionnels et physiques pendant des années, y compris le jour de sa mort. Elle témoigne qu'elle est allée prendre une douche après le combat et lorsqu'elle est revenue, elle a trouvé son cadavre. Elle dit en larmes que Mike lui a avoué qu'il l'avait fait. Ramsay fournit des photos de son corps meurtri, prises un jour après la mort de Boone, comme preuve de sa cruauté.
Mike décide finalement de parler et demande à prendre position sur les objections de Ramsay. Il corrobore la version de sa mère et de ses voisins sur l'arrogance et la cruauté de son père, et admet soudain avoir tué son père, non pas pour sauver sa mère mais pour se sauver lui-même car il a été violé par son père. Mike dit que les abus ont repris lors de leur vol de retour de Stanford et qu'il a tué Boone lorsqu'il a de nouveau essayé le jour de sa mort.
L'accusation appelle l'hôtesse de l'air, qui insiste d'abord sur le fait que rien ne s'est passé pendant le vol. Interrogée par Janelle, la préposée admet avoir dissimulé sa liaison extraconjugale avec le copilote et passer potentiellement trop de temps dans le cockpit pour nier avec confiance toute interaction inhabituelle entre le père et le fils. Janelle se méfie plus tard de l'histoire de Mike, rencontre Loretta à l'extérieur de la salle d'audience et en déduit progressivement que Mike protège Loretta. Elle confronte Ramsay, qui dit que son devoir est de sauver Mike, pas de trouver la vérité. Elle part avec colère, faisant s'inquiéter Ramsay de la réaction du jury à son absence, mais elle poursuit l'affaire.
Malgré le manque de preuves appropriées des abus de Boone, le jury acquitte Mike. En attendant ses affaires dans une chambre privée, Mike confronte Ramsay, disant qu'il a vu sa mère retirer secrètement la montre de Ramsay à côté du cadavre de son père. Mike dit qu'il a pris le blâme pour sauver sa mère mais qu'il ne protégera pas Ramsay. Ramsay nie son implication et lui dit que l'affaire ne tiendra pas et que cela ne fait que nuire à la crédibilité de Mike.
Mike ne le croit pas mais le laisse tomber à contrecœur faute de preuves. Alors qu'ils quittent tous le palais de justice, Ramsay se souvient des vrais événements. Lui et Loretta avaient une liaison. Lorsque Boone se méfie de l'infidélité de sa femme, Ramsay lui conseille de divorcer, mais Boone sous-entend qu'il la tuerait si elle le quittait. Loretta et Ramsay conspirent pour le tuer et présentent l'affaire comme une légitime défense de la part de Loretta, mais Mike rentre tôt. Avant qu'ils ne puissent organiser les preuves, il avoue le crime.

## Fiche technique
- Titre : Toute la vérité
- titre original : The Whole Truth
- Réalisation : Courtney Hunt
- Scénario : Nicholas Kazan
- Photographie : Jules O'Loughlin
- Montage : Kate Williams
- Musique : Evgueni Galperine et Sacha Galperine
- Production : Anthony Bregman, Elon Dershowitz et Kevin Frakes
- Société de production : FilmNation Entertainment, PalmStar Entertainment, Likely Story et Merced Media
- Sociétés de distribution : Lionsgate Premiere
- Pays d'origine :  États-Unis
- Langue originale : anglais
- Format : couleur -
- Genre : Drame
- Durée : 93 minutes
- Dates de sortie : 
  -  États-Unis : 21 octobre 2016

## Distribution
- Keanu Reeves (VQ : Daniel Picard) : Ramsey
- Renée Zellweger (VQ : Julie Burroughs): Loretta
- Gugu Mbatha-Raw : Janelle
- Gabriel Basso : Mike
- Jim Belushi (VQ : Jean-Marie Moncelet) : Boone
- Jim Klock : Leblanc
- Ritchie Montgomery : Juge Robichaux
- Christopher Berry : Legrand
- Dana Gourrier : Courthouse Employee